# Kleinbahn Opladen–Lützenkirchen
| Streckenlänge: | 4,2 km               |                                            |                                            |
| Spurweite: | 1435 mm (Normalspur) |                                            |                                            |
| Stromsystem: | 750 V =              |                                            |                                            |
| |                      |                                            |                                            |
| \| \| 0,0 \| Opladen Rennbaumstraße/Düsseldorfer Straße \| Opladen Rennbaumstraße/Düsseldorfer Straße \| \| \| \| Straßenbahn nach Ohligs \| \| \| \| \| Bahnstrecke Opladen–Wuppertal \| \| \| \| \| von der Staatsbahn \| \| \| \| \| Schraubenfabrik Tillmanns, Neucronenberg \| \| \| \| \| Maurinushäuschen \| \| \| \| 4,1 \| Lützenkirchen \| Lützenkirchen \| \| \| \| Papierfabrik \| \| |                      |                                            |                                            |
| Kopfbahnhof Streckenanfang (Strecke außer Betrieb) | 0,0                  | Opladen Rennbaumstraße/Düsseldorfer Straße | Opladen Rennbaumstraße/Düsseldorfer Straße |
| Abzweig geradeaus und nach links (Strecke außer Betrieb) |                      | Straßenbahn nach Ohligs                    | Straßenbahn nach Ohligs                    |
| Kreuzung geradeaus unten (Strecke geradeaus außer Betrieb) |                      | Bahnstrecke Opladen–Wuppertal              | Bahnstrecke Opladen–Wuppertal              |
| Abzweig geradeaus und von links (Strecke außer Betrieb) |                      | von der Staatsbahn                         | von der Staatsbahn                         |
| Abzweig geradeaus und nach links (Strecke außer Betrieb) |                      | Schraubenfabrik Tillmanns, Neucronenberg   | Schraubenfabrik Tillmanns, Neucronenberg   |
| Bahnhof (Strecke außer Betrieb) |                      | Maurinushäuschen                           | Maurinushäuschen                           |
| Bahnhof (Strecke außer Betrieb) | 4,1                  | Lützenkirchen                              | Lützenkirchen                              |
| Betriebs-/Güterbahnhof Streckenende (Strecke außer Betrieb) |                      | Papierfabrik                               | Papierfabrik                               |

Die Kleinbahn Opladen–Lützenkirchen war ein Nahverkehrsunternehmen des ehemaligen Rhein-Wupper-Kreises und betrieb neben Güterverkehr auch Personenverkehr. Die Wagen stellten die ebenfalls dem Kreis gehörenden Bahnen des unteren Kreises Solingen zur Verfügung. Für den Personenverkehr galt ab 1. Januar 1952 eine Straßenbahn-Konzession.

## Geschichte
Für die 4,2 Kilometer lange regelspurige Strecke von Opladen nach Lützenkirchen (heute Stadtteile von Leverkusen) war dem Kreis Solingen am 22. März 1913 eine auf 99 Jahre, also bis 2012, befristete Konzession zum Bau und Betrieb einer regelspurigen Kleinbahn erteilt worden. Die Eröffnung der Strecke, einer „nebenbahnähnlichen Kleinbahn mit Güterverkehr“, fand am 9. April 1914 statt. Am 15. April wurde sie um ein knapp 400 Meter langes Ausweichgleis ergänzt.
Betriebsführer war zunächst das RWE, ab 1936 die Rheinisch-Westfälische Straßen- und Kleinbahnen GmbH. Nachdem diese Gesellschaft den Pachtvertrag gekündigt hatte, wurden die Stadtwerke Opladen am 1. Juli 1942 Betriebsführer. Diese Aufgabe übernahm ab 1. Juli 1947 der Rhein-Wupper-Kreis als Eigentümer selbst. Der Kreis Solingen war am 1. August 1929 zum Kreis Solingen-Lennep umgestaltet worden und hieß ab 1931 Rhein-Wupper-Kreis.
Im ersten Jahr belief sich der Gütertransport auf 19.202 t, es wurden 983.064 Personen befördert. 1938/39 wurden knapp 275.000 Personen und 9.452 t befördert. Insgesamt beförderte die Bahn zwischen 1911 und 1955 rund 125 Millionen Fahrgäste und legte 132 Millionen Kilometer zurück.
Nach Bomben- und Granattreffern war die Strecke vom 6. März bis zum 17. September 1945 unterbrochen. Die beiden Güterzuglokomotiven, der Lokschuppen und die Wartehalle in Lützenkirchen waren schwer beschädigt. Zum 1. Januar 1952 wurde die Bahn zur Straßenbahn umkonzessioniert.
Die elektrisch betriebene Bahn blieb bis zu ihrer Einstellung am 11. Juli 1955 unverändert. Die Deutsche Bundesbahn führte anschließend noch eine Zeit lang Anschlussverkehr nach Neucronenberg durch. Die Gleise zwischen der Feldstraße und Lützenkirchen wurden im Zuge des Ausbaus der Lützenkirchener Straße bald entfernt, auf der Strecke zwischen Neucronenberg und Opladen verblieben sie einige Jahre länger.

## Streckenverlauf
Die normalspurige Strecke mit einer Spurweite von 1435 Millimetern (4′ 8,5″) und Oberleitung begann in Opladen in der damaligen Rennbaumstraße an der Einmündung in die Düsseldorfer Straße, nah zur St.-Remigius-Kirche, dem St.-Joseph-Krankenhaus und der Marienschule. In unmittelbarer Nähe bestanden Anschlüsse an die Straßenbahn Opladen-Immigrath-Ohligs und die Mülheimer Kleinbahn nach Köln-Mülheim, die spätere Linie O der Kölner Verkehrsbetriebe. Die Strecke nach Lützenkirchen unterquerte die beiden Eisenbahnstrecken durch die heute noch bestehenden Unterführungen und führte in ungefährer West-Ost-Richtung über die Lützenkirchener Straße durch Quettingen nach Lützenkirchen Ort, wo sie in der Nähe der St.-Maurinus-Kirche endete.
In Höhe der heutigen Werkstättenstraße bestand eine Schienenverbindung zum Bahnhof Opladen, über die Übergabefahrten zur Reichs- und Bundesbahn abgewickelt wurden. In Höhe der Feldstraße zweigte ein ca. 1 km langer nicht elektrifizierter Werksanschluss nach Nordosten, ins „Tillmanns Loch“ in Neucronenberg (Schraubenfabrik J. I. Tillmanns & Söhne) ab. Dadurch konnte der bisherige Bahnanschluss der Firma Tillmanns zur Bahnstrecke Opladen-Burscheid („Balkan-Express“) aufgegeben werden, bei dem ein größerer Höhenunterschied zu bewältigen war. Lützenkirchen erhielt 1927 an der Endhaltestelle einen „elektrischen Güterbahnhof“.

## Fahrzeuge
Der Personenverkehr wurde mit elektrischen Triebwagen der Straßenbahn Opladen–Ohligs durchgeführt, bei stündlichem Verkehr reichte im Normalfall ein Triebwagen. Für den Güterverkehr war bei Betriebsaufnahme eine zweiachsige Ellok von AEG vorhanden, 1924 kam eine weitere Lok von der Mülheimer Kleinbahn hinzu. Der Werksanschluss nach Neucronenberg wurde in der Regel mit dieselbetriebenen Kleinlokomotiven bedient.